# الجوكر (مسرحية)
الجوكر هي مسرحية كوميدية مصرية عرضت في عام 1979، من بطولة محمد صبحي وهناء الشوربجي ومحمود القلعاوي، من تأليف يسري الإبياري ومن إنتاج وإخراج جلال الشرقاوي، تميزت هذه المسرحية باستخدام الأقنعة التي لم تكن مستخدمة كثيرا في هذا الوقت.

## قصة المسرحية
يحاول زكي الدبور (محمد صبحي) إعادة المصنع لإثنين من أصدقائه وهم في الأصل أصحاب المصنع ولكن لم يورثوا أي شيء من والدهم أبو الوفا صاحب المصنع بسبب شره حيث قام بتطليق والدتهم و تركهما في الملجأ و قام بالزواج من عطيات و وفاء فيحاول زكي الدبور بشتى الطرق الممكنة استرداد المصنع وذلك بالتنكر في عدة شخصيات حتى يعيد المصنع لأصحابه.

## طاقم التمثيل
- محمد صبحي: (المهندس هشام مجدي / زكي الدبور / الدكتور حجاب فتح الباب / عم أيوب / عطيات)
- هناء الشوربجي: (وفاء)
  - ماجدة الخطيب: (وفاء بالعروض الأولى)
- محمود القلعاوي: (شوكت)
  - جلال الشرقاوي: (شوكت بالعروض الأولى)
  - وحيد سيف: (شوكت بالعروض الأخيرة)
- نهير أمين: (عطيات)
- عبد الله إسماعيل: (الدكتور النفساني)
- رضا حامد
- زين نصار
- سامي عبد الحليم
- عبد الوهاب ياسين
- محمد أبو الخير
- سوسن شمس
- حنان سليمان
- حسن علي

## فريق العمل
- إخراج مسرحي وتلفزيوني: جلال الشرقاوي
- تأليف: يسري الإبياري
- تصوير: مصطفى رمزي، مجدي خلف، سميح الزواوي
- مونتاج: محمد الشريف
- أشعار: كمال عمار
- موسيقى وألحان: مختار السيد
- إنتاج: مسرح الفن (جلال الشرقاوي)